# Ayumi Tanaka
Ayumi Tanaka (Vakajama prefektúra, 1986. március 9. –), japán dzsesszongorista, zeneszerző; számos albumot készített norvég – és más, nemzetközileg ismert – zenésszel.

## Pályafutása
A Yamaha Music School-on három éves korától tanult zongorázni. 2000-ben első díjat kapott a Yamaha Junior Electone versenyen. 2009-től a Wakayama University-n tanult. 2011-ben Osloba költözött, ahol a norvég Zeneakadémián tanult klasszikus zongorázást.
Létrehozta a Ayumi Tanaka triót. Velük a kritikusok által elismert Memento (2016) albumot rögzítette. 2016-ban megjelent a 3 Pianos albuma, amely komoly elismerést kapott a Down Beattől.
2015 óta tagja Christian Meaas Svendsen Nakama kvintettjének, amellyel több albumot is rögzítettek.
Különböző együttesekkel lépett fel Skandináviában, Németországban, Indiában, Japánban, Brazíliában és Észak-Amerikában.
Zongoristaképzés keretében számos nemzetközi koncertet adott Japánban és Európában.

## Lemezek
- 2016: Memento (Ayumi Tanaka Trio)
- 2016: 3 pianos (Ayumi Tanaka / Johan Lindvall / Christian Wallumrød)
- 2021: Thomas Strønen, Ayumi Tanaka & Marthe Lea